# Осакі (Міяґі)

38°34′38″ пн. ш. 140°57′20″ сх. д. / 38.57722° пн. ш. 140.95556° сх. д.
О́сакі (яп. 大崎市, おおさきし, МФА: [oːsakʲi̥ ɕi]) — місто в Японії, в префектурі Міяґі.

## Короткі відомості
Розташоване в північно-західній частині префектури. Основою економіки є сільське господарство. Центр рисівництва. Місце винаходження особливого сорту рису саса-нісікі. 2006 року поглинуло місто Фурукава та 6 сусідніх містечок. Станом на 1 жовтня 2008 площа міста становила 796,76 км². Станом на 1 січня 2009 населення міста становило 136 084 осіб.